# Xã Cottonwood, Quận Clark, South Dakota
Xã Cottonwood (tiếng Anh: Cottonwood Township) là một xã thuộc quận Clark, tiểu bang Nam Dakota, Hoa Kỳ. Năm 2010, dân số của xã này là 84 người.